# Pablo Insua
Pablo Insua Blanco (Arzúa, 9 de setembro de 1993) é um futebolista espanhol que atua como zagueiro. Atualmente defende o Granada.